# Скотланд (округ, Міссурі)
Шаблон:StateAbbr_ 40°27′ пн. ш. 92°09′ зх. д. / 40.45° пн. ш. 92.15° зх. д.
Округ  Скотланд (англ. Scotland County) — округ (графство) у штаті Міссурі, США. Ідентифікатор округу 29199.

## Історія
Округ утворений 1841 року.

## Демографія
За даними перепису 
2000 року 
загальне населення округу становило 4983 осіб, усе сільське.
Серед мешканців округу чоловіків було 2419, а жінок — 2564. В окрузі було 1902 домогосподарства, 1302 родин, які мешкали в 2292 будинках.
Середній розмір родини становив 3,16.
Віковий розподіл населення поданий у таблиці:
| Стать    | До 15 років | 15-21 | 22-29 | 30-39 | 40-49 | 50-65 | 65-85 | Понад 85 |
| -------- | ----------- | ----- | ----- | ----- | ----- | ----- | ----- | -------- |
| Чоловіки | 604         | 271   | 196   | 305   | 312   | 352   | 339   | 40       |
| Жінки    | 553         | 238   | 182   | 327   | 315   | 380   | 438   | 131      |

## Суміжні округи
- Ван-Б'юрен, Айова — північний схід
- Кларк — схід
- Нокс — південь
- Адер — південний захід
- Скайлер — захід
- Девіс, Айова — північний захід

## Виноски
1. ↑  U.S. Decennial Census. United States Census Bureau. Архів оригіналу за 19 липня 2018. Процитовано 20 листопада 2014.
2. ↑  Historical Census Browser. University of Virginia Library. Архів оригіналу за 11 серпня 2012. Процитовано 20 листопада 2014.
3. ↑  Population of Counties by Decennial Census: 1900 to 1990. United States Census Bureau. Архів оригіналу за 3 грудня 2014. Процитовано 20 листопада 2014.
4. ↑  Census 2000 PHC-T-4. Ranking Tables for Counties: 1990 and 2000 (PDF). United States Census Bureau. Архів оригіналу (PDF) за 18 грудня 2014. Процитовано 20 листопада 2014.
5. ↑  State & County QuickFacts. United States Census Bureau. Архів оригіналу за 18 липня 2011. Процитовано 14 вересня 2013. [Архівовано 2011-06-07 у Wayback Machine.](англ.) Наведено за англійською вікіпедією.
6. ↑  American FactFinder. Бюро перепису населення США. Архів оригіналу за 26 лютого 2012. Процитовано 31 січня 2008. [Архівовано 2008-05-21 у Wayback Machine.]

| США | Це незавершена стаття з географії США. Ви можете допомогти проєкту, виправивши або дописавши її. |